# Milingimbi (wyspa)
Milingimbi – wyspa w Australii, administracyjnie należąca do Terytorium Północnego, położona w archipelagu Crocodile Islands, na morzu Arafura. Jedyną osadą na wyspie jest miejscowość wspólnoty aborygeńskiej, Milingimbi.